# Namea calcaria
Namea calcaria is een spinnensoort in de taxonomische indeling van de bruine klapdeurspinnen (Nemesiidae).
Namea calcaria werd in 1984 beschreven door Raven.